# Diego Acuña
Diego Alfredo Acuña Modonese (Lima, 20 de marzo de 1981) es un periodista, empresario, extenista y actor peruano. Ha sido parte del equipo peruano de Copa Davis y participó en varias películas. Desde 2021 dirige y conduce el programa Edición Especial.

## Biografía
Diego Acuña nació en Lima, Perú, el 20 de marzo de 1981. Se graduó de la carrera de Negocios Internacionales de la Universidad de Pepperdine. Durante sus años universitarios, exploró el mundo del teatro y las artes escénicas, participando en diversas producciones teatrales. Posteriormente, estuvo en el Meisner Center, donde estudió bajo la tutela de Martin Barter.

### Carrera deportiva
Como jugador de tenis, desde temprana edad, logró importantes resultados nacional e internacionalmente, en diversos torneos juveniles.A los 16 años se mudó a Florida, para continuar su formación tenística.[cita requerida]
Tras competir en algunos torneos profesionales, es llamado a ser parte del equipo peruano de Copa Davis y a los 19 años, es reclutado para jugar por la Universidad de Pepperdine, en Malibú, California, donde logró ser número 1 del equipo All-American. [cita requerida]
Ha sido parte del equipo peruano de Copa Davis,

### Carrera artística
Tuvo un papel en la película La Hacienda, lo que le permitió consolidar su presencia en la industria cinematográfica de Hollywood. Con el tiempo, participó en otras producciones y tuvo la oportunidad de compartir escena con figuras como Leonardo DiCaprio y Clint Eastwood en J. Edgar.
Acuña decidió regresar al Perú tras casi quince años en el mercado norteamericano para estrenar Kidnapped Souls, donde fue productor.

### Carrera periodística
Tras más de 10 años en la empresa privada, inició sus actividades como entrevistador en el canal UCI.
En 2021, Diego Acuña fue el único periodista en obtener una entrevista exclusiva con Pedro Castillo, el entonces candidato presidencial de Perú Libre.Castillo expresó su oposición a los monopolios y criticó a Saga Falabella por priorizar el beneficio empresarial sobre el bienestar del Estado y el pueblo. Acuña respondió que la tienda no es un monopolio, ya que los consumidores tienen alternativas en el mercado. En el mismo año, junto a un grupo de personas, Diego Acuña fundó el think tank Instituto de Libertad y Acción para el Desarrollo (ILAD).
Posteriormente dirigió y condujo el programa Edición Especial por Willax TV, que se transmitió hasta fines del 2023 todos los domingos. A inicios del 2024, el programa retornó en formato digital por YouTube, en la plataforma oficial de Diego Acuña donde además realiza análisis y comentarios de opinión.

## Trayectoria

### Cine y televisión

#### Televisión
| Año  | Serie    | Rol          | Notas       | Ref.   |
| ---- | -------- | ------------ | ----------- | ------ |
| 2006 | Secretos | Veterninario | Un episodio | [ 13 ] |

#### Cine
| Año  | Película                                | Rol     | Notas        | Ref.   |
| ---- | --------------------------------------- | ------- | ------------ | ------ |
| 2007 | Mostly Ghostly: Who Let the Ghosts Out? | Clown   | Sin créditos | [ 14 ] |
| 2008 | Primitive Recall                        | Tom     |              | [ 15 ] |
| 2009 | La hacienda                             | Tim     |              | [ 16 ] |
| 2011 | A Warrior's Heart                       | Árbitro |              | [ 17 ] |
| 2011 | J. Edgar                                |         |              | [ 1 ]  |
| 2012 | Kidnapped Souls                         | David   | Director     | [ 18 ] |
| 2012 | 186 Dollars to Freedom                  | Ateio   | Sin créditos | [ 19 ] |

### Como periodista
| Año           | Título               | Difusión          | Notas       | Ref.   |
| ------------- | -------------------- | ----------------- | ----------- | ------ |
| 2019          | Confesiones de Tenis | UCI TV            | Presentador |        |
| 2020          | Viviendo Tenis       | UCI TV            | Presentador |        |
| 2021-2022     | Edición Especial     | UCI TV            | Presentador | [ 20 ] |
| 2023          | Edición Especial     | Willax Televisión | Presentador | [ 11 ] |
| 2024-presente | Edición Especial     | YouTube           | Presentador | [ 12 ] |

## Evolución en la clasificación de la ATP
Variaciones en la clasificación de la  ATP al final de la temporada.
| Año >                         | 1998  | 1999 | 2000 | 2001  | 2003 | 2004 | 2005 |
| ----------------------------- | ----- | ---- | ---- | ----- | ---- | ---- | ---- |
| Clasificación en individuales | 1324T | 915  | 1238 | 1346  | 896  | 1197 | 1216 |
| Clasificación en dobles       |       |      |      | 1251T | 1468 | 1760 | 1774 |

## Palmarés

### Campeonatos internacionales
| Competencia         | Sede     | Resultado | Año  |
| ------------------- | -------- | --------- | ---- |
| Juegos Bolivarianos | Arequipa | 1.º lugar | 1997 |

## Reconocimientos
- En noviembre del 2023, la Universidad San Ignacio de Loyola le otorgó a Diego Acuña el Reconocimiento a los Valores en Defensa a la Democracia, durante la ceremonia de condecoración del Ing. Erasmo Wong con la Medalla Valores Democráticos Fernando Belaunde Terry.[22]